# Poropuntius chondrorhynchus
Poropuntius chondrorhynchus är en fiskart som först beskrevs av Fowler, 1934.  Poropuntius chondrorhynchus ingår i släktet Poropuntius och familjen karpfiskar. Inga underarter finns listade i Catalogue of Life.